# NGC 2089
NGC 2089 é uma galáxia elíptica (E/SB0) localizada na direcção da constelação de Lepus. Possui uma declinação de -17° 36' 10" e uma ascensão recta de 5 horas, 47 minutos e 51,3 segundos.
A galáxia NGC 2089 foi descoberta em 6 de Fevereiro de 1785 por William Herschel.